# Слафтер-Біч (Делавер)
Слафтер-Біч (англ. Slaughter Beach) — місто (англ. town) в окрузі Сассекс штату Делавер США. Населення — 218 осіб (2020).

## Географія
Слафтер-Біч розташований за координатами 38°55′6″ пн. ш. 75°18′48″ зх. д. / 38.91833° пн. ш. 75.31333° зх. д. (38.918296, -75.313294).  За даними Бюро перепису населення США в 2010 році місто мало площу 3,57 км², з яких 3,51 км² — суходіл та 0,06 км² — водойми.

## Демографія
Згідно з переписом 2010 року, у місті мешкало 207 осіб у 102 домогосподарствах у складі 63 родин. Густота населення становила 58 осіб/км².  Було 246 помешкань (69/км²).
Расовий склад населення:
| - 93,7 % — білих - 2,4 % — корінних американців - 1,4 % — азіатів - 1,0 % — чорних або афроамериканців - 0,5 % — осіб інших рас |

До двох чи більше рас належало 1,0 %. Частка іспаномовних становила 1,0 % від усіх жителів.
За віковим діапазоном населення розподілялося таким чином: 11,1 % — особи молодші 18 років, 56,5 % — особи у віці 18—64 років, 32,4 % — особи у віці 65 років та старші. Медіана віку мешканця становила 57,7 року. На 100 осіб жіночої статі у місті припадало 102,9 чоловіків;  на 100 жінок у віці від 18 років та старших — 100,0 чоловіків також старших 18 років.
Середній дохід на одне домашнє господарство  становив 89 726 доларів США (медіана — 60 000), а середній дохід на одну сім'ю — 124 860 доларів (медіана — 98 750). За межею бідності перебувало 6,2 % осіб, у тому числі 0,0 % дітей у віці до 18 років та 3,4 % осіб у віці 65 років та старших.
Цивільне працевлаштоване населення становило 93 особи. Основні галузі зайнятості: науковці, спеціалісти, менеджери — 24,7 %, освіта, охорона здоров'я та соціальна допомога — 23,7 %, виробництво — 14,0 %, роздрібна торгівля — 11,8 %.